# Massacro di Maratha, Santalaris e Aloda
Il massacro di Maratha, Santalaris e Aloda (in turco Muratağa, Sandallar ve Atlılar katliamı) si riferisce al massacro di turco-ciprioti da parte dell'EOKA B  il 14 agosto 1974  durante l'invasione turca di Cipro nei villaggi di Maratha, Santalaris e Aloda. 89 (o 84) persone da Maratha e Santalaris furono uccise, e altre 37 persone furono uccise nel villaggio di Aloda.  In totale, 126 persone furono uccise durante il massacro. Il massacro avvenne poco dopo l'inizio della seconda invasione turca, in concomitanza con altri massacri.

## Contesto
Secondo il censimento del 1960, gli abitanti dei tre villaggi erano interamente turco-ciprioti. La popolazione totale di Maratha e Santalaris era di 207 persone. Nel 1973, la popolazione totale dei villaggi era salita a 270, con 124 a Maratha, 100 a Santalaris e 46 ad Aloda. Tuttavia, nel luglio 1974, in seguito alla prima invasione turca di Cipro, tutti gli uomini in età da combattimento furono portati come prigionieri di guerra nei campi di internamento di Famagosta, e da lì trasferiti a Limassol.

## Massacro

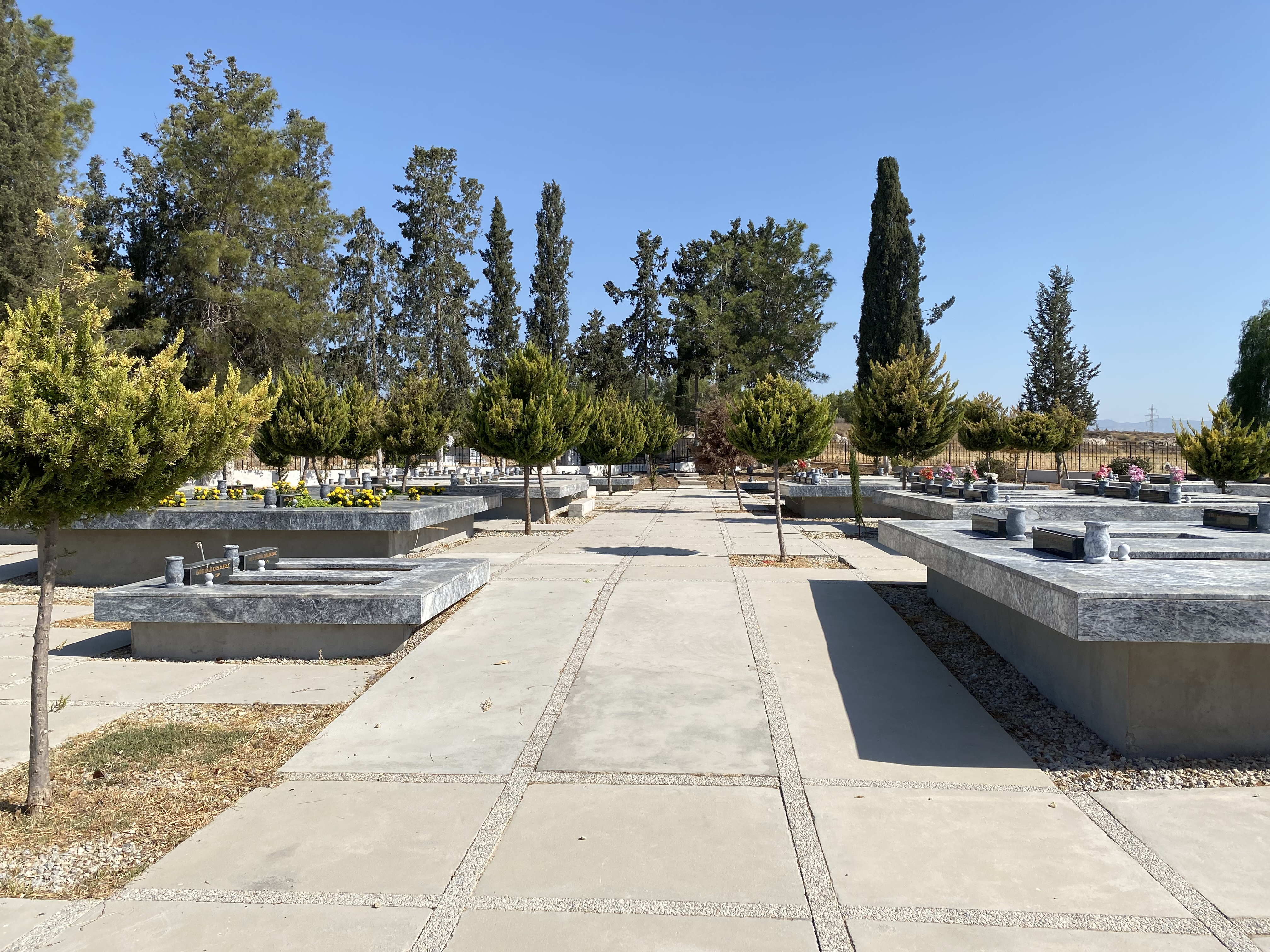
Cimitero a Maratha dove sono sepolte le vittime. Dal 2010, i resti di coloro che sono stati sepolti nella fossa comune di Maratha sono stati rinvenuti e vengono sepolti individualmente.

Il 20 luglio 1974, gli uomini dei villaggi furono arrestati dall'EOKA-B e inviati a Limassol. A seguito di ciò, secondo le testimonianze citate da Sevgül Uludağ, uomini dell'EOKA-B del vicino villaggio di Peristeronopigi vennero, si ubriacarono nel campo che avevano allestito nella caffetteria del villaggio, spararono colpi in aria e successivamente violentarono molte donne e ragazze. Lo stupro in seguito incluse i ragazzi e continuò fino al 14 agosto 1974. Al lancio della seconda invasione dell'esercito turco, decisero di non lasciare testimoni e uccisero l'intera popolazione dei villaggi presenti in quel momento.
A Maratha e Santalaris furono uccisi in 84-89. L'imam di Maratha dichiarò che c'erano 90 persone nel villaggio prima del massacro e che ne erano rimaste solo sei. Durante il massacro furono uccisi anche anziani e bambini. Solo tre persone riuscirono a fuggire dal massacro di Aloda. Gli abitanti dei tre villaggi furono sepolti in fosse comuni con un bulldozer. Gli abitanti del villaggio di Maratha e Santalaris furono sepolti nella stessa fossa.
L'Associated Press descrisse i cadaveri come "così malconci e in decomposizione che si sbriciolarono in pezzi quando i soldati li sollevarono dalla spazzatura con le pale". Il quotidiano Milliyet riferì che parti dei corpi erano state tagliate e che nel massacro erano stati usati strumenti affilati e mitragliatrici.
Secondo lo scrittore e ricercatore greco-cipriota Tony Angastiniotis, almeno uno degli aggressori presentava un accento greco continentale, il che suggeriva che fosse un ufficiale greco.

## Reazioni
Le Nazioni Unite descrissero il massacro come un crimine contro l'umanità affermando che:
costituisce un ulteriore crimine contro l'umanità commesso dai sicari greci e greco-ciprioti.
La strage fu riportata dai media internazionali, tra cui il The Guardian e The Times. Rauf Denktaş rimandò un incontro con i greco-ciprioti dopo la scoperta della fossa comune.